# Martin Hellweg

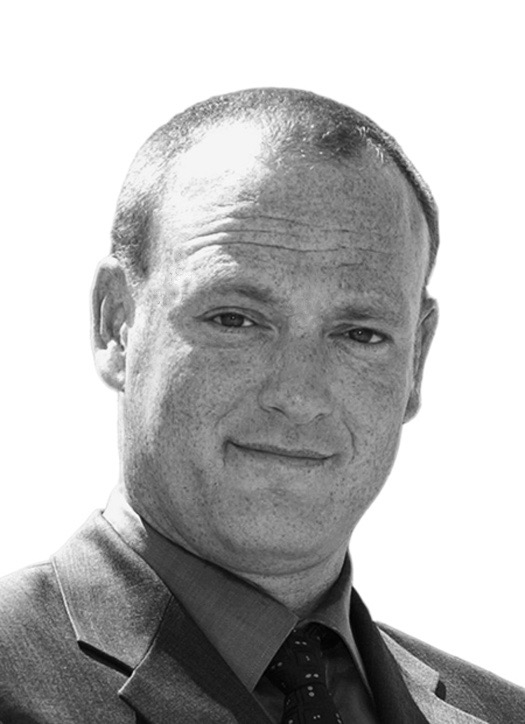
Martin Hellweg, 2003

Martin Hellweg (* 30. März 1967 in Essen) ist ein deutscher Manager und Wirtschaftswissenschaftler. Er ist als Verwaltungsratspräsident und Partner bei der Unternehmensberatung Ally Management Group AG mit Sitz in Zürich tätig.
Ab Mitte 2003 war er CEO der Swissmetal in der Schweiz. Dort erhielt er 2006 nationale Aufmerksamkeit durch die Zusammenlegung einer Gießerei im bernjurassischen Reconvilier mit der im solothurnischen Dornach und den in diesem Zusammenhang abgehaltenen 32-tägigen Streik im Werk der Swissmetal in Reconvilier.
Seit 2007 ist Martin Hellweg als Verhaltenstrainer im Bereich internetspezifischer Gefahren tätig und hilft Opfern von digitalen Angriffen. Im Jahr 2014 veröffentlichte er das Buch Safe Surfer über den Schutz der Privatsphäre im digitalen Zeitalter. Er ist zudem politischer Blogger und veröffentlicht unter dem Titel MILK67 elektronische Musik.